# Eoin Colfer
Eoin Colfer, född 14 maj 1965, är en irländsk författare som är mest känd för serien Artemis Fowl. Han har även skrivit en sjätte del i Douglas Adams Liftarens guide till galaxen-serie med titeln "Och en grej till...".
Eoin Colfer har skrivit boken Mellan himmel och helvete, en fantasybok där en 14-årig flicka blir mördad och hennes själ är på väg genom tunneln mellan himmel och helvete, då det upptäcks att hon är "lila". Är man en lila person så är man mitt emellan himmel och helvete, och skickas då tillbaka till jorden för att få ett uppdrag, om man misslyckas kommer man till helvetet, men lyckas man så landar man i himlen istället. 
Han har också skrivit boken Cosmo Hill-parasiterna, som handlar om den sponsorlösa (föräldralösa) Cosmo Hill, som lever i framtiden, i en miljöförstörd värld. Efter en olycka där han och hans bästa vän har försökt rymma från övervakare på barnhemmet börjar Cosmo se konstiga blå varelser, och gänget som räddat honom undan döden efter olyckan tar honom till sig. De kallar sig Övernaturligisterna, och de försöker rädda världen undan "Parasiterna", som de kallar de blå varelserna. 
Böckerna om Artemis Fowl handlar om det kriminella underbarnet som fångar en vätte och begär en lösesumma. Det han inte vet är att vätten (Holly Short) och han kommer att bli ganska nära vänner, och träffas igen.
Han har skrivit böckerna: Legenden om Potatishäxan, Legenden om Kapten Kråkas tänder och Legenden om världens värsta kille.
17 september 2008 offentliggjordes att Eoin Colfer skulle skriva en sjätte bok i Liftarens guide till galaxen-serien, And another thing.... Boken publicerades 2009, och i svensk översättning Och en grej till... i början av 2010.